# روابط اسرائیل و میانمار
روابط اسرائیل و میانمار به روابط دو جانبه میان اسرائیل و میانمار اشاره دارد. این دو کشور در سال ۱۹۵۳ روابط دیپلماتیک برقرار کردند. اسرائیل در یانگون سفارت دارد و میانمار در تل آویو سفارت دارد. اسرائیل با میانمار دوستی دیرینه دارد که در میان اولین کشورهای آسیا استقلال اسرائیل را به رسمیت شناخت و روابط دیپلماتیک با این کشور جوان برقرار کرد. همکاری‌های زیادی میان دو کشور خصوصاً در زمینه‌های کشاورزی و آموزش وجود دارد. میانمار به عنوان یکی از دو کشور جنوب شرقی آسیا در کنار سنگاپور است که دولت فلسطین را به رسمیت نمی‌شناسند.

## تاریخ
اسرائیل حتی در رژیم نظامی پیشین در میانمار نیز روابط دوستانه ای با میانمار داشته است. با این حال، با وجود روابط نزدیک اسرائیل با رژیم نظامی برمه، اسرائیل در موارد مختلف حمایت از فعال دموکراسی خواه آنگ سان سو چی را ابراز داشته است.
سفیر جدید میانمار در اوت ۲۰۱۶ مدارک خود را به رئیس‌جمهور رووین ریولین اهدا کرد. دختر سفیر میانمار در مرکز بین رشته‌ای هرتزلیا تحصیل می‌کند و اولین دانشجوی برمه ای در آن دانشگاه است.
سفیر کنونی اسرائیل در میانمار دانیال زونشاین است. وی در سال ۲۰۱۶ با یک وب سایت خبری محلی در میانمار مصاحبه کرد، و روابط بین دولت اسرائیل و میانمار را «خوب و دوستانه، با پتانسیل حتی بهتر و دوستانه تر بودن» توصیف کرد.
اسرائیل یکی از تأمین کنندگان عمده نظامی نیروهای مسلح میانمار بوده است. در سپتامبر ۲۰۱۷، دادخواست علیه فروش اسلحه اسرائیلی به میانمار در مورد نقض حقوق بشر علیه اقلیت روهینگیا در دادگاه عالی اسرائیل مطرح شد. حکم دیوان عالی کشور در این مورد با یک حکم خلاف واقع روبرو شد.
در سال ۲۰۱۸، توافقی بین دو کشور منعقد شد که در آن هر دو کشور می‌توانند برای بررسی صحت، کتاب‌های درسی تاریخ یکدیگر را بررسی کنند.
در جریان کودتای ۲۰۲۱ میانمار و اعتراضات پس از آن، تعدادی از شرکت‌های اسرائیلی متهم شدند که علی‌رغم اینکه اسرائیل تحریم کشنده ای از سال ۲۰۱۸ اعمال کرده است، برای کمک به حکومت نظامی میانمار برای دستیابی به سلاح‌های مدرن که سرانجام برای سرکوب معترضان استفاده می‌شود، متهم شدند.